# أدولف ويبر (لاعب جمباز)
أدولف ويبر (بالألمانية: Adolph Weber)‏ هو لاعب جمباز ألماني، (و. 1875  م).

## وصلات خارجية
- أدولف ويبر على موقع أوليمبيديا (الإنجليزية)